# 豆像

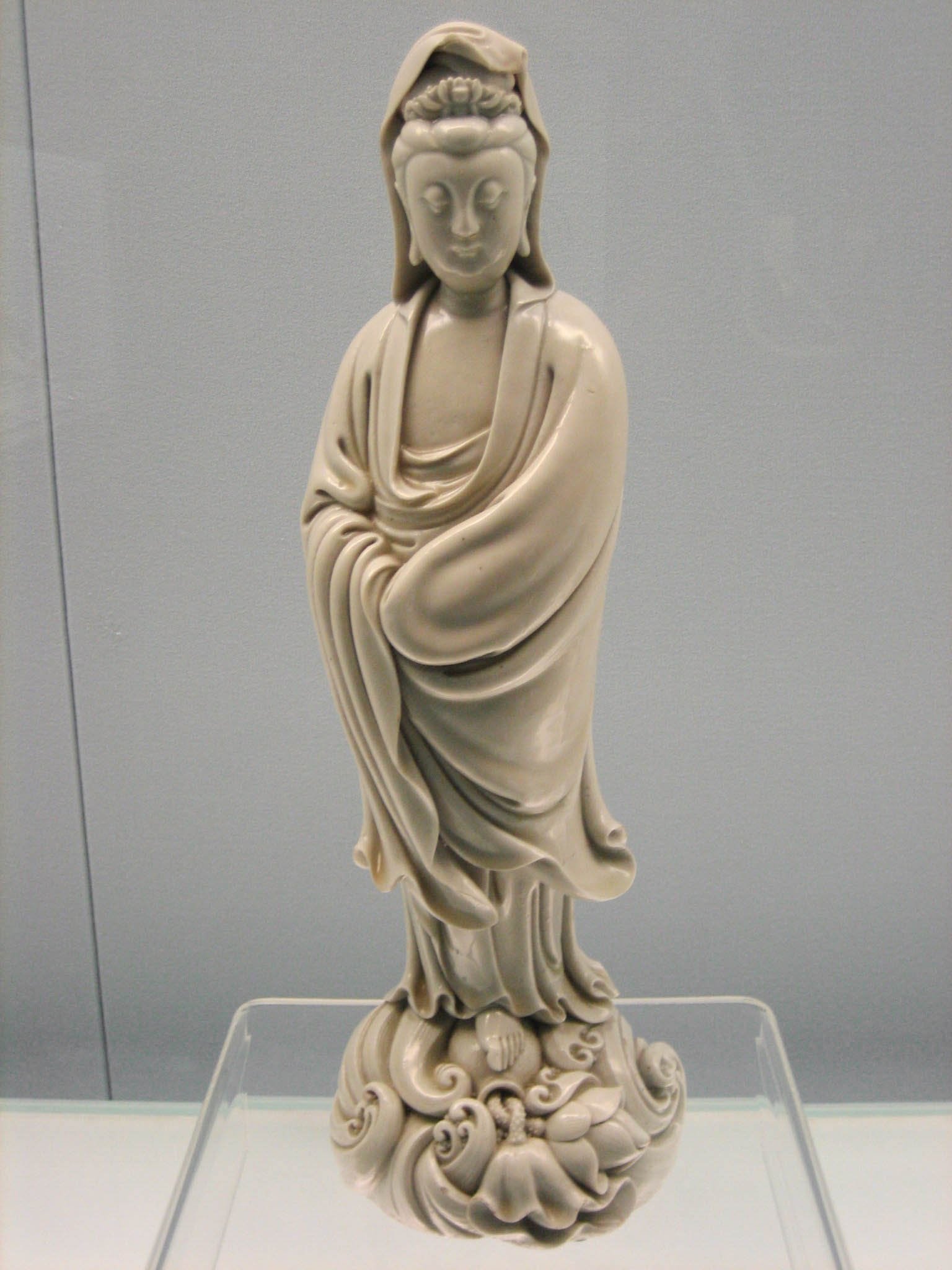
明代の白磁観音菩薩豆像（中華人民共和国上海市・上海博物館所蔵）

豆像（まめぞう、とうぞう、まめがた）、またはフィギュリン（英: figurine）、スタチュート（英: statuette）は、人間、神、動物の、一体、一対または小集団を表現した小型の像。
磁器でない陶器の豆像は、歴史的にはテラコッタと呼ばれる。
姿勢をとることができる四肢のような、可動部品を備えた豆像は、人形、マネキン、または、アクションフィギュアと呼ばれることが多く、もしそれらが自身で動きうるならば、ロボットやオートマタと呼ばれる。豆像とミニチュア・モデルは、チェスや卓上ロールプレイングゲームのようなボードゲームでしばしば使われる。

## 先史時代

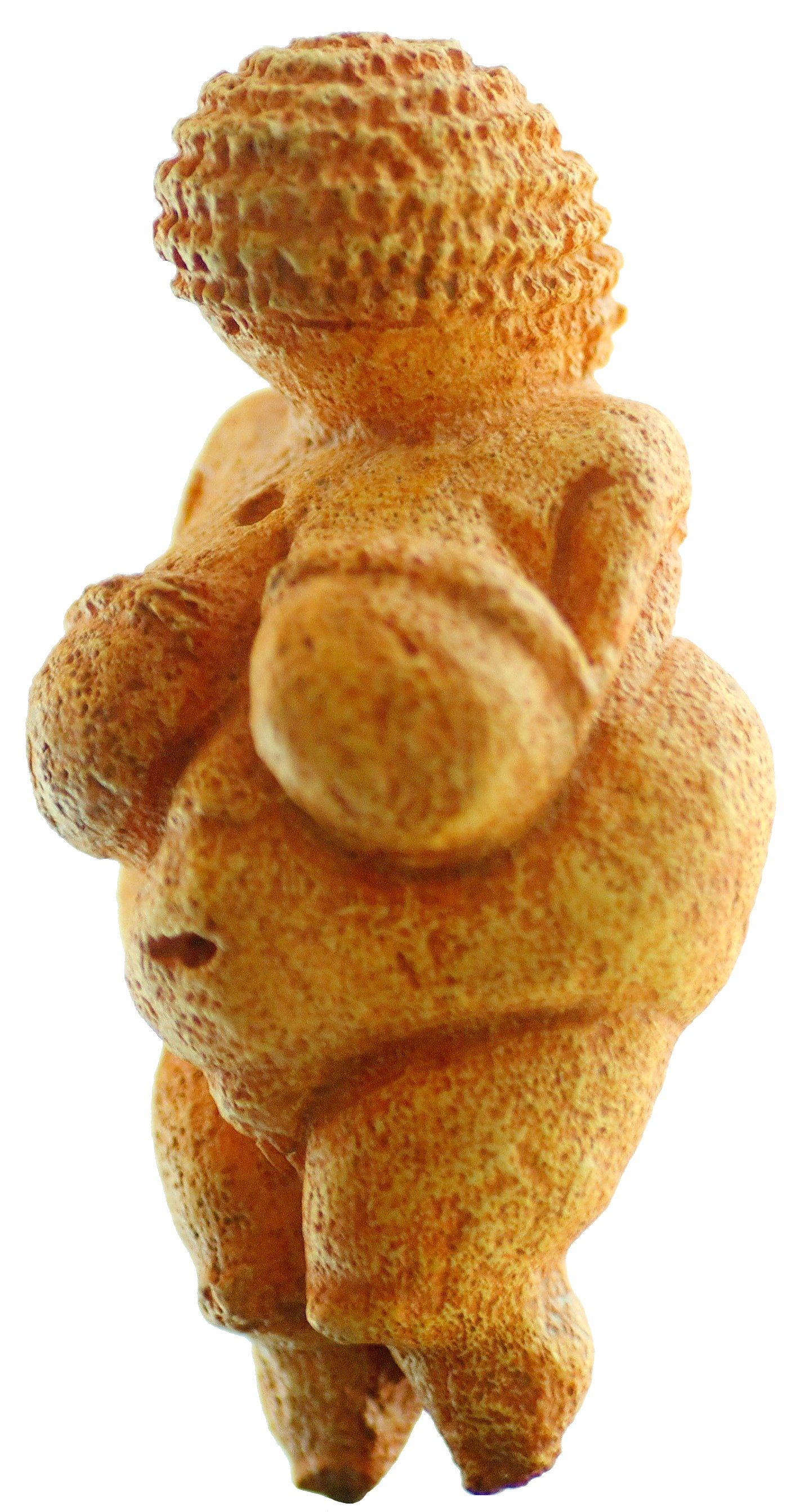
先史時代のヴィレンドルフのヴィーナス

中国では現存する新石器時代の豆像がある。いくつかは妊娠していることを強調する、ヨーロッパの先史時代の女性の豆像は、それらが豊穣あるいは多産に関係すると考えられることから、ヴィーナス豆像と呼ばれる。石でできた例として知られるその最も古い二つは、アフリカとアジアで発見され、そしてそれは数十万年前のものである。紀元前25,000〜30,000年と推定される、ヨーロッパで焼かれた粘土の多くが発見され、それらはもっとも古いセラミックとして知られる。

## 有史以降
磁器とその他のセラミックスはありふれた豆像の材料である。鋳型でできた、古代ギリシャのテラコッタ豆像（英語: Greek terracotta figurines） は、ヘレニズム期のひとつの巨大な産業だった、そしてブロンズ製のものもきわめてありふれていた。ローマ美術において、ブロンズは優勢になる。多くのこれらは宗教的で、多くのものが奉納として寺院におかれたか、住宅で保管されてときにはそれらの持ち主と一緒に埋葬された。しかしタナグラ人形のようなものの類型は、上流社会の貴婦人のような、純粋に装飾的な題材を多く含んだ。白磁の主に宗教的な、中国由来の多くの初期の例がある。それらはヨーロッパにおいてその工程を複製するような実験をすることを駆り立てた。

## 現代
現代の豆像、とりわけプラスチック製のこれらは、しばしばフィギュア（英: figure）とよばれる。これらは、プレシャス・モーメンツならびにフンメル人形、ボブルヘッド、セバスチャン・ミニチュア（英語: Sebastian Miniatures）、そしてそのたの記憶すべきものと同じように、現代のアクションフィギュアやそのほかのモデル・フィギュアも包含しうる。いくつかの磁器の豆像の製造会社はロイヤルドルトン、リヤドロ、キャマル・エンタープライゼズ（英: Camal Enterprises）である。
可動な部品を持たない、漫画本（英: comic book）の、またはSFやファンタジーの登場人物の豆像は、インアクション・フィギュア（英: inaction figure）、およびスタクション・フィギュア（英: staction figure）と呼ばれてきた。
卓上盤ゲームのなかでプレイヤーたちが豆像を用いる、小さな戦争ゲームとして知られる趣味もある。これらの豆像はプラスチックや白めで最も多く作られる。しかしながら、幾つかの珍重される型はレジンでできている。
豆像は人種的また民族的侮辱を表すこともできる、例えば、硬貨をもつユダヤ人（英語: Jew with a coin）の豆像や、お母さん豆像（英: Mammy figurine）である。

## 画像一覧

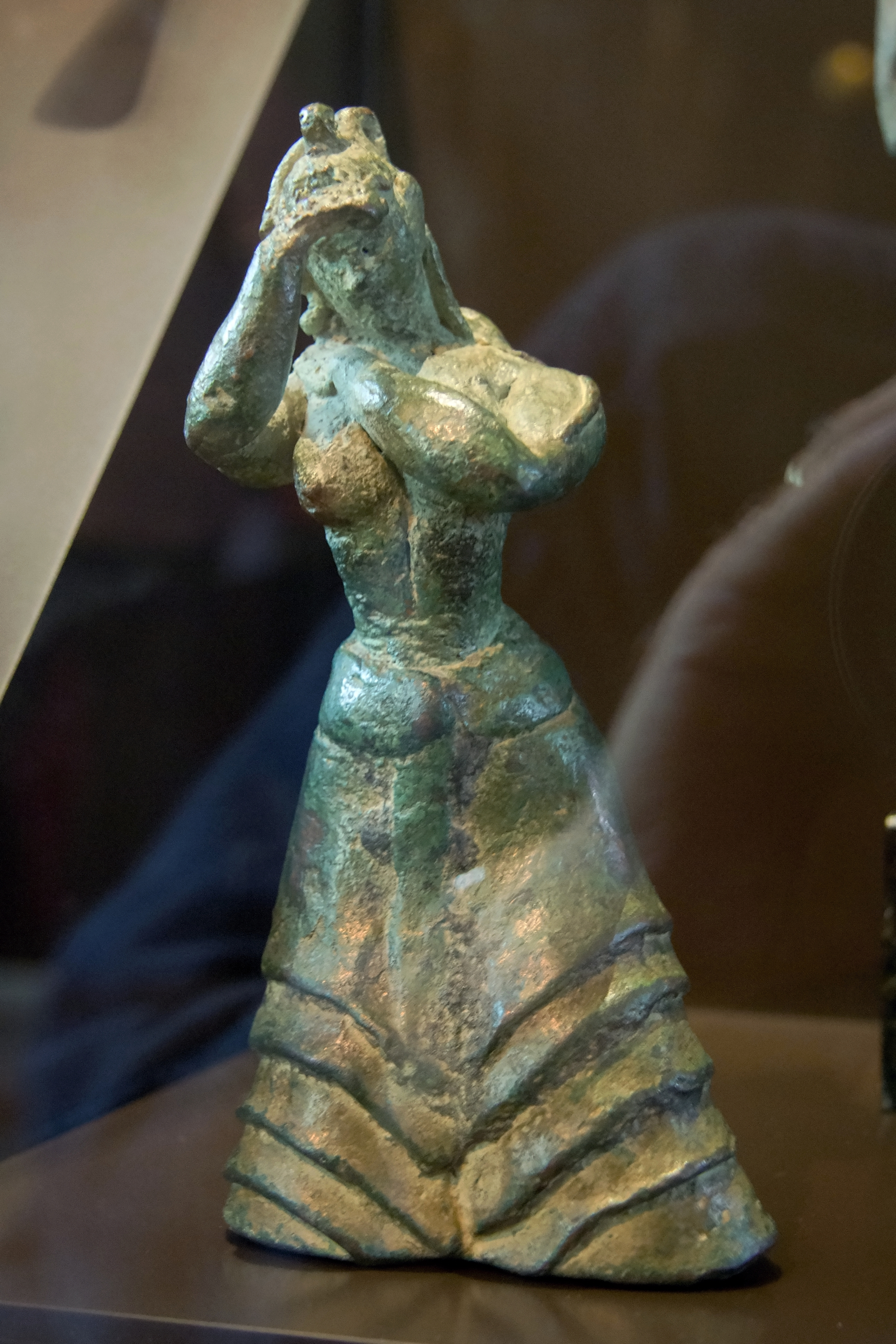
祈る女、紀元前16世紀
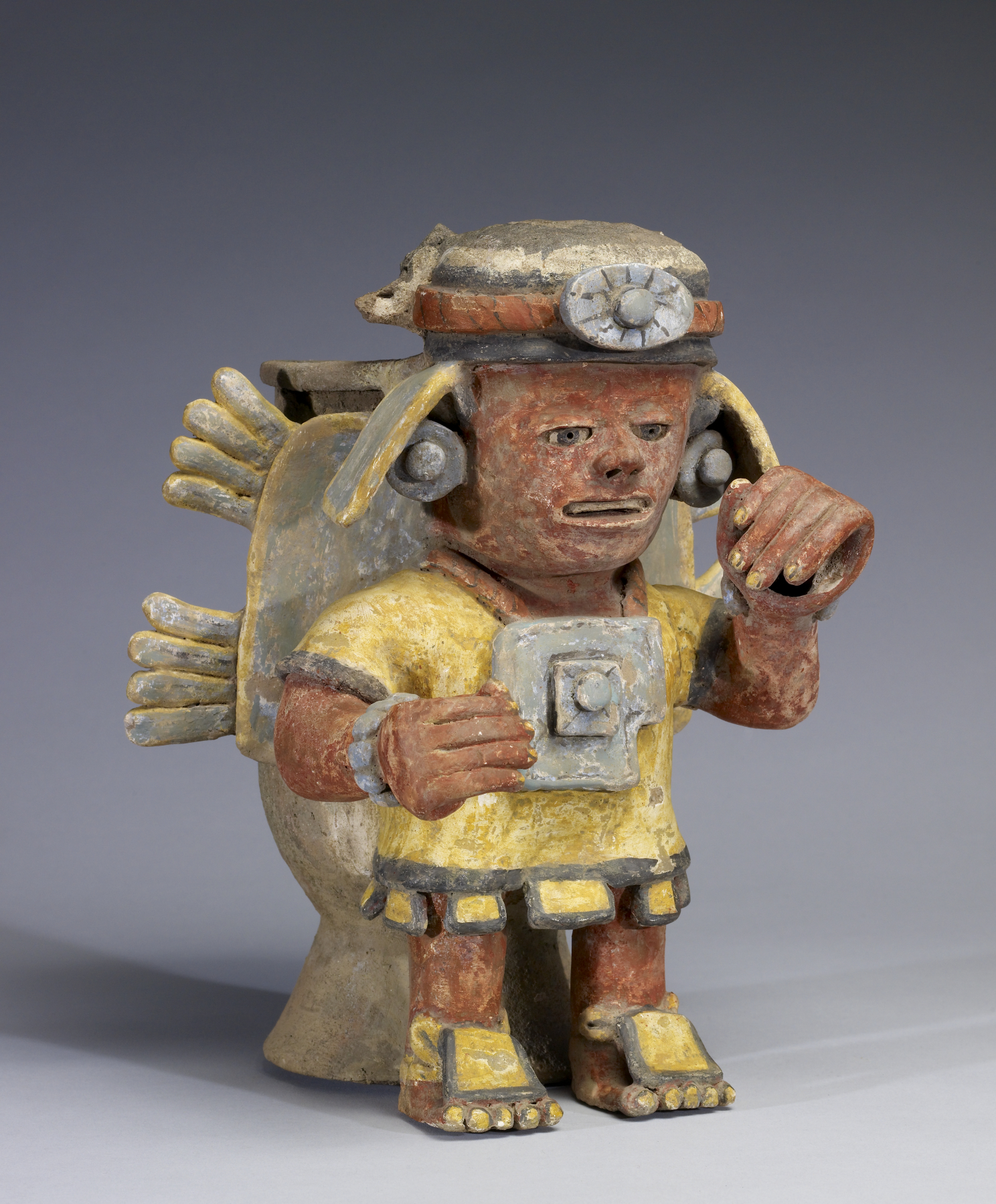
ミシュテカ文化の豆像
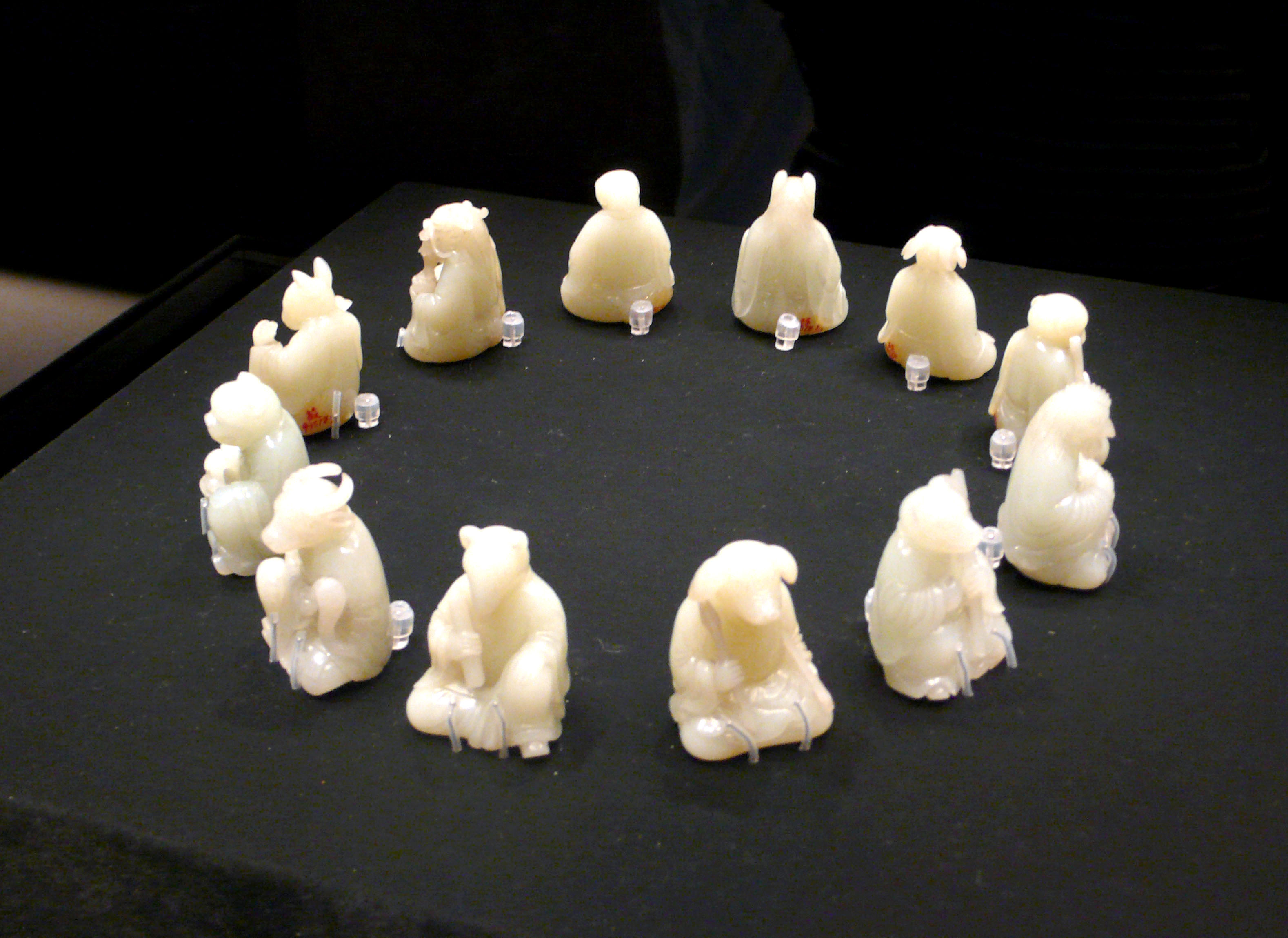
十二生肖の豆像
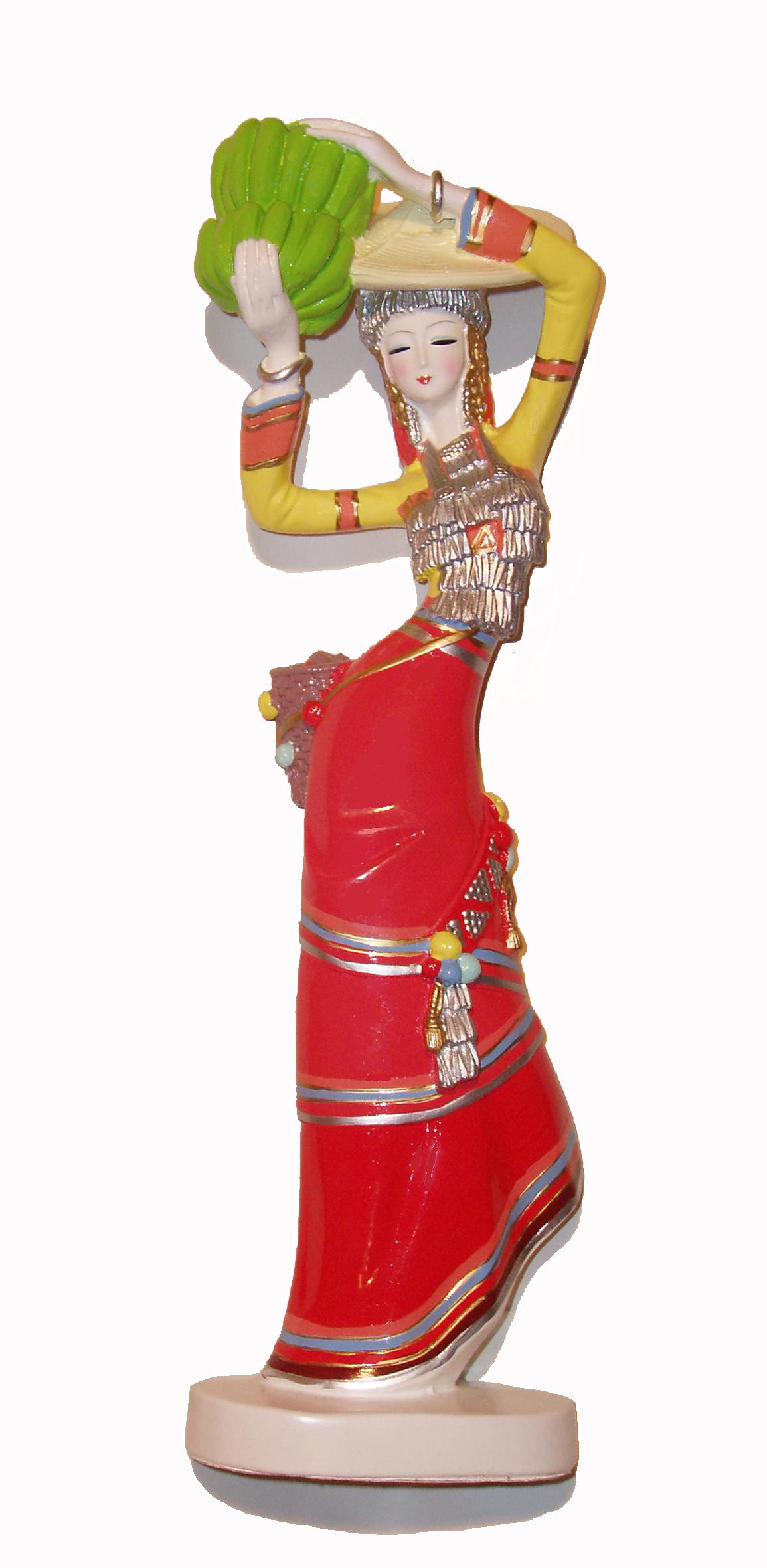
タイの少女
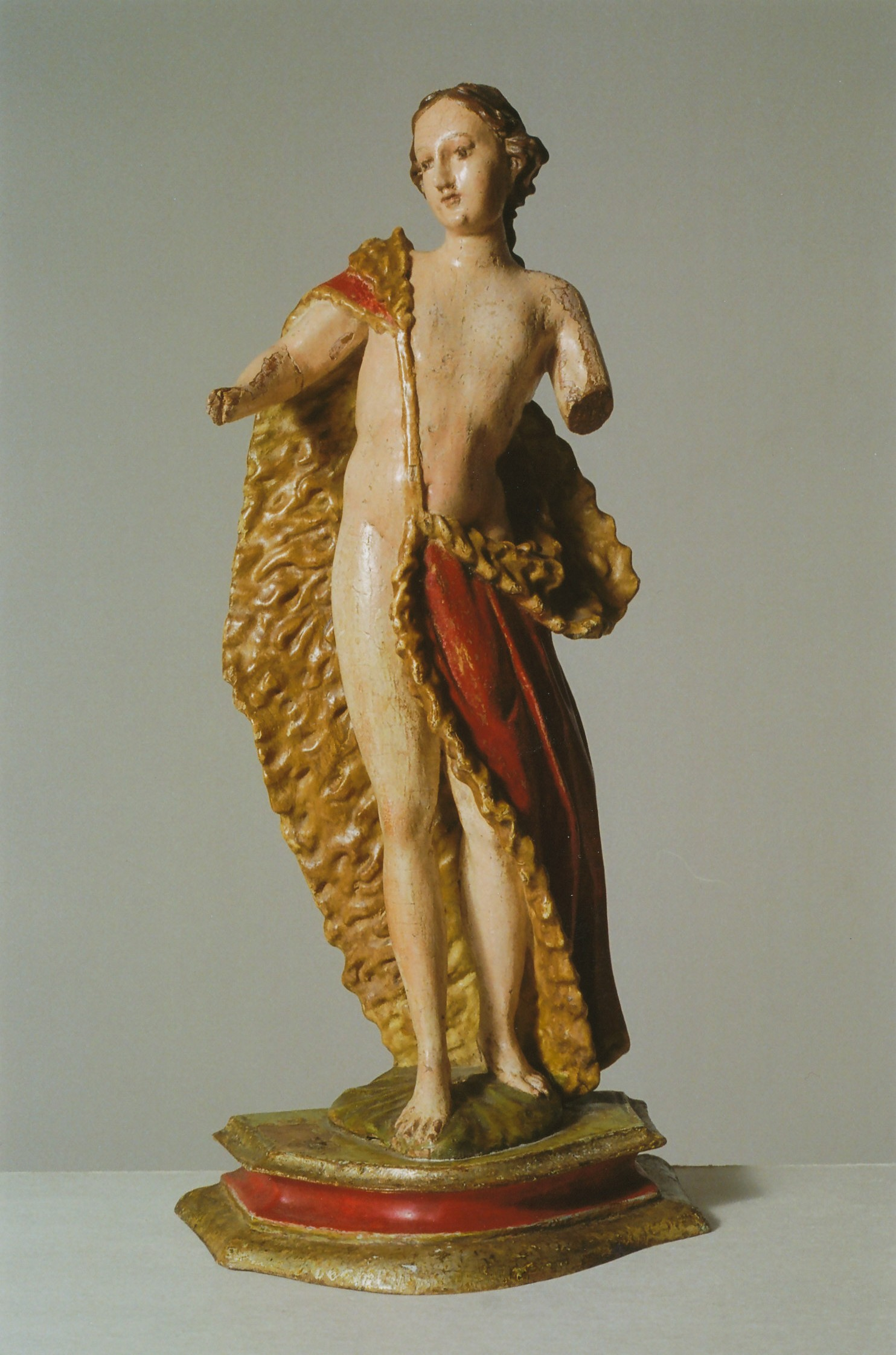
18世紀の聖ジョン・バチストの松材に多色彩色（英語: polychrome）の豆像
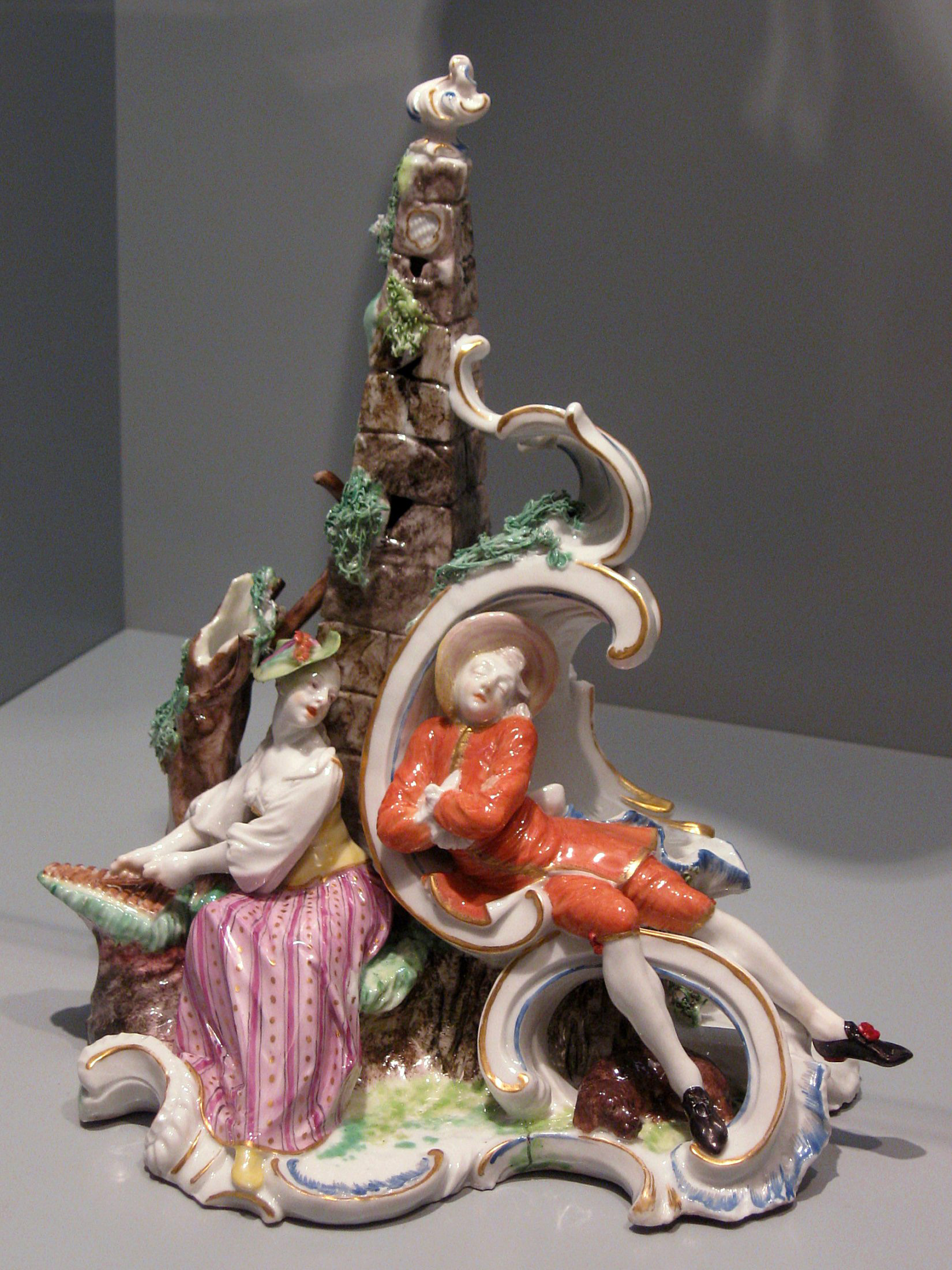
フランツ・アントン・べステリ（英語: Franz Anton Buestelli）、ドイツのポーセリン・グループ
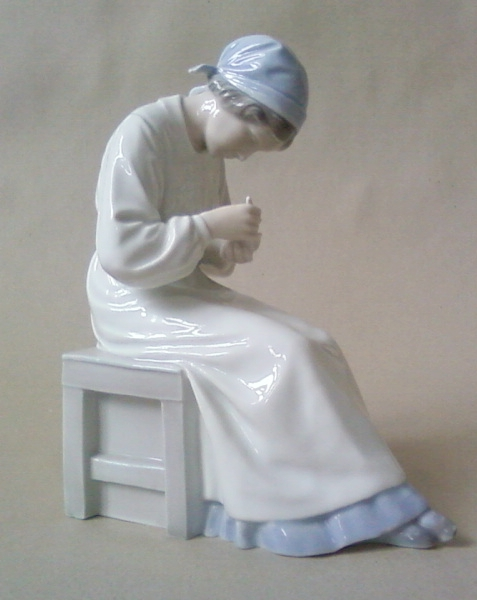
ポーセリンの画家、ロイヤルコペンハーゲン
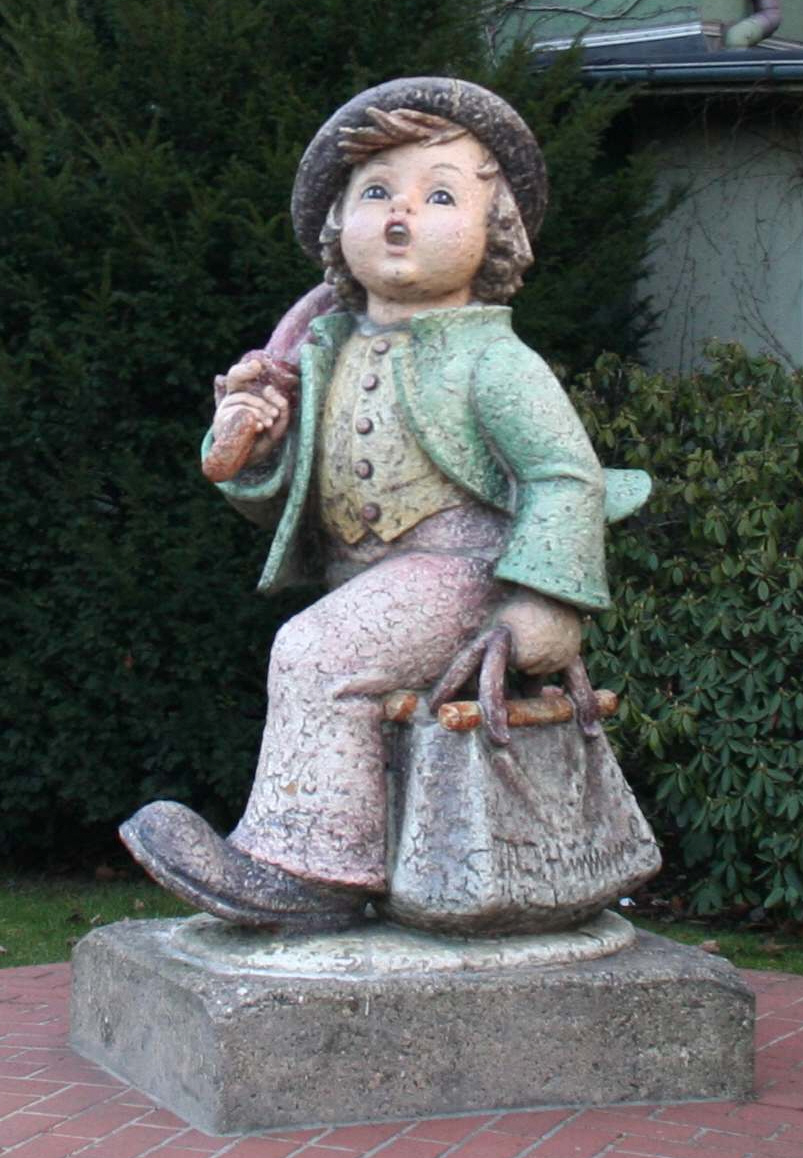
フンメル人形
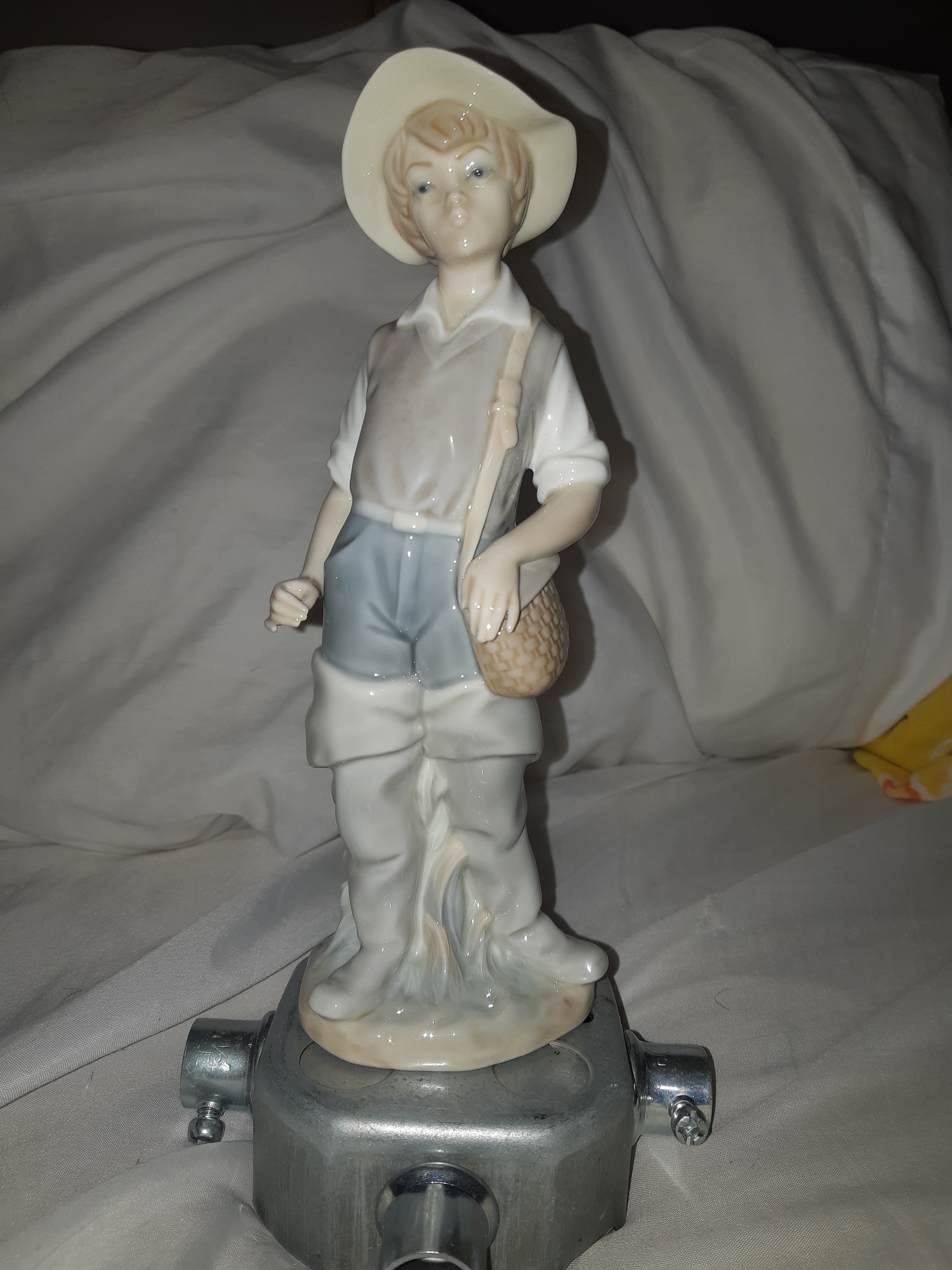
リヤドロ「フィッシャー・ボーイ」
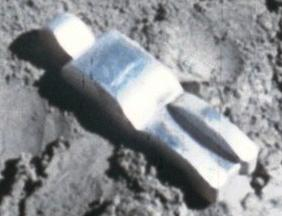
Fallen Astronaut
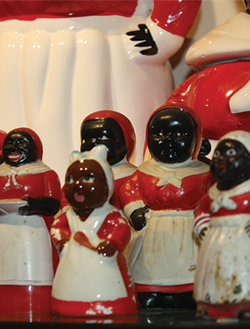
Jim Crow Museum of Racist Memorabilia（英語版）の蒐集のお母さん豆像